# Quirin Leó
Quirin Leó Lipót (Leopold Quirin, Dillingen, Német Császárság, 1878. március 25. – Budapest, 1943. október 16.) vaskohómérnök, politikus, országgyűlési képviselő, a Rimamurány-Salgótarjáni Vasmű vezérigazgatója, az Országos Magyar Bányászati és Kohászati Egyesület elnöke, a Budapesti Mérnöki Kamara alelnöke.

## Életrajza
Családja a Saar-vidékről származik, ő maga is ott született, Dillingenben. Édesapja 1893-ban a Rimamurány-Salgótarjáni Vasmű borsodnádasdi lemezgyárának lett az igazgatója, ami miatt családjával (köztük Leóval) Magyarországra költözött.
A középiskolát az egri cisztercita gimnáziumban végezte. Ezután a selmecbányai főiskolán szerzett vaskohómérnöki, a budapesti egyetemen pedig vegyésztudori diplomát. Ezek után 1900-ban a Rimamurány-Salgótarjáni Vasműnél helyezkedett el, mint műszaki gyakornok. Fokozatosan haladva előre a ranglétrán 1907-ben kinevezték az akkor épülő ózdi vaskohászat építési és üzembehelyezési főmérnökévé, aminek aztán az igazgatója lett. Az első világháborúban népfölkelő főhadnagyként harcolt az orosz fronton, ahol részt vett a lembergi ütközetben is. 1926-ban cége a budapesti központba helyezte át. 1934-ben a társaság valamennyi bánya-, kohó- és gyári üzemének műszaki vezetője lett, műszaki igazgatói tisztségben. 1938-ban a vállalat műszaki vezérigazgatója lett, amit haláláig megtartott.
Két cikluson át alelnöke volt a Budapesti Mérnöki Kamarának és az Országos Magyar Bányászati és Kohászati Egyesületnek.
A politikába az 1939-es választások alkalmával kapcsolódott be, ahol az ózdi választókerületben indult a Magyar Élet Pártja színeiben, s amit meg is nyert. Mandátuma kitöltésében (1939–1944) csak halála akadályozta meg. Holttestét a farkasréti temetőben helyezték örök nyugalomra.